# Plat d'accompagnement
 (juin 2019).
Si vous disposez d'ouvrages ou d'articles de référence ou si vous connaissez des sites web de qualité traitant du thème abordé ici, merci de compléter l'article en donnant les références utiles à sa vérifiabilité et en les liant à la section « Notes et références ».
Pour les articles homonymes, voir Accompagnement.
Un plat d'accompagnement, parfois appelé accompagnement ou garniture, est un aliment qui accompagne le plat principal d'un repas. 

## Types communs

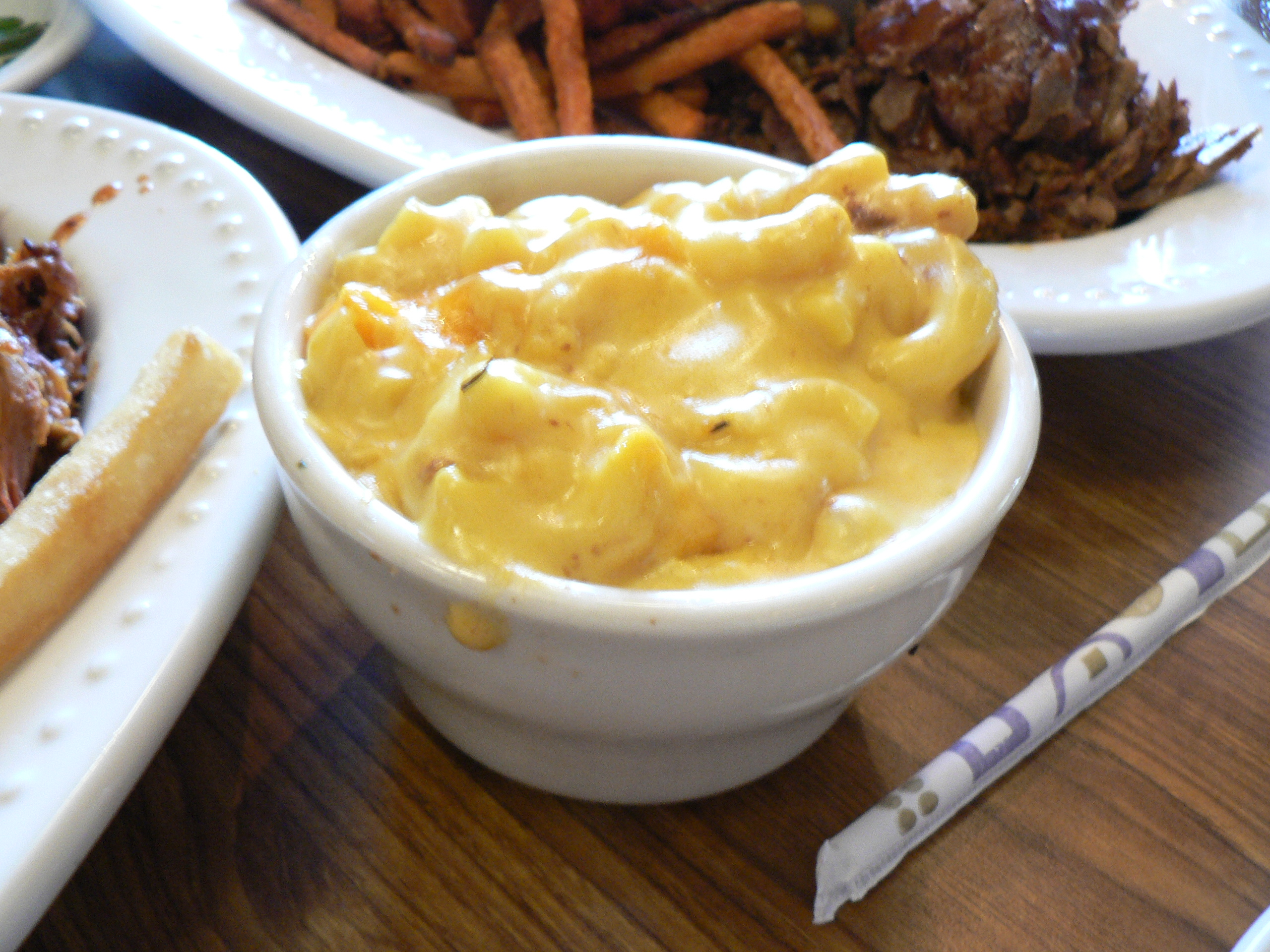
Un accompagnement de macaroni au fromage.

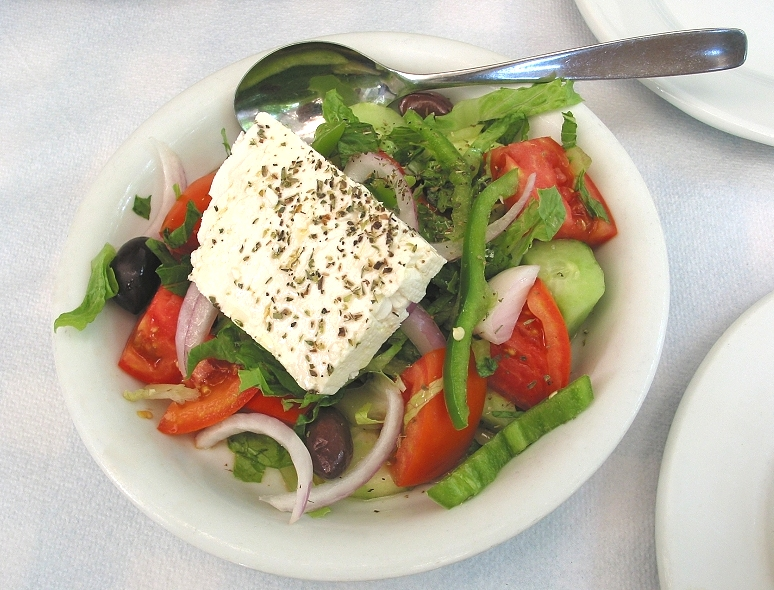
Un accompagnement de salade grecque.

Les plats d'accompagnement tels que la salade, les pommes de terre et le pain sont traditionnellement utilisés avec les plats principaux dans de nombreux pays du monde occidental.
D'autres aliments plus traditionnels en Asie, en Afrique du Nord ou au Moyen-Orient sont de plus en plus utilisés en Europe depuis la fin du XXe siècle. Parmi eux, on retrouve le riz et le couscous, qui contient de la semoule de blé. Le couscous apparaît plus souvent lors d'occasions officielles et de dîners composés de plats du Moyen-Orient. Le manioc est un accompagnement de base en Afrique (Congo, République Démocratique du Congo, Golfe de Guinée...). On peut aussi citer les graines de haricots, qui peuvent être mangées chaudes, froides, entières ou en purée.
Dans certains pays d'Asie comme la Corée du Sud ou le Japon, la population garnit sa table d'au moins trois plats d'accompagnement.
Lorsqu'il est utilisé comme adjectif qualifiant le nom d'un plat, le terme « côté » désigne généralement une portion plus petite qui sert d'accompagnement, plutôt qu'une portion plus grande et de la taille d'un plat principal.

Un repas nord-américain typique avec un plat principal à base de viande peut comprendre un plat de légumes, parfois sous forme de salade, et un plat de féculents, aliments d'origine végétale riches en amidon tels que le pain, les pommes de terre, le riz ou les pâtes.

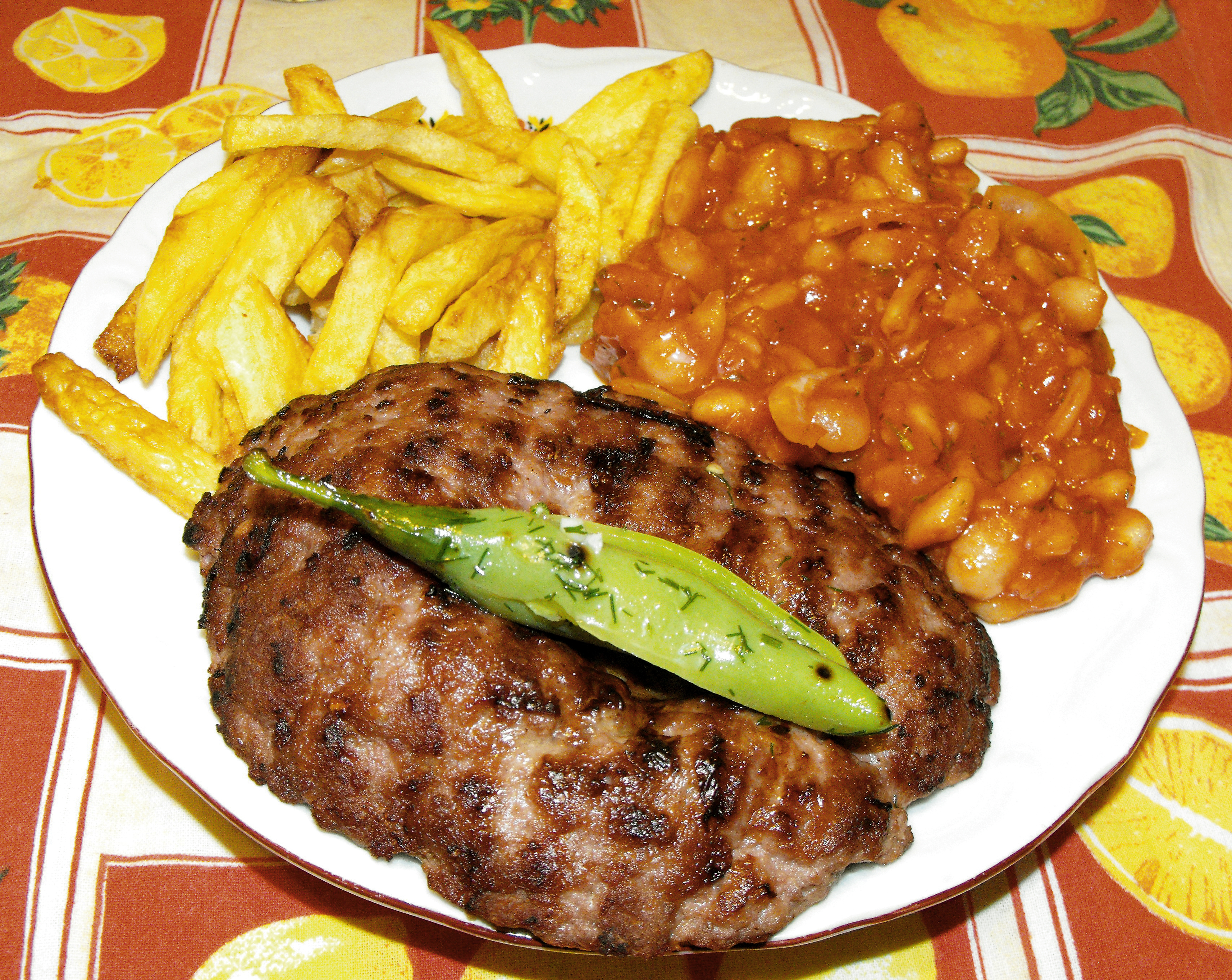
Pljeskavica avec frites et fèves au lard.

Certains plats d'accompagnement communs incluent :
- Légumes : asperges, brocolis, coleslaw, chou, chou fleur, haricots verts, légumes verts, salade, champignons, champignons sautés ;
- Féculents : pommes de terre, purée de pommes de terre, salade de pommes de terre, frites, haricots (graine), petit pain, pâtes, macaroni au fromage, maïs.

Selon la saison, en France particulièrement, une grande variété de légumes est consommée. Les champignons sont divers mais ne sont pas des légumes à proprement parler ; le plus consommé est celui appelé champignon de Paris (Agaricus bisporus).
Certains restaurants offrent un choix d'accompagnements inclus dans le prix du plat.
Les frites sont un accompagnement servi dans les restaurants de restauration rapide et autres restaurants de cuisine américaine. En réponse aux critiques concernant la teneur élevée en calories et en matières grasses des frites, certaines chaînes de fast-food ont récemment commencé à proposer d'autres accompagnements, tels que des salades.

## «À part»
L'expression associée « à part » peut être synonyme d'« accompagnement » — comme dans « frites sur le côté » — ou peut désigner une sauce ou un condiment présenté dans un plat séparé. Par exemple, un convive peut demander qu'une salade soit servie avec sa vinaigrette à part.